# کتابخانه کلاس پایه‌ای

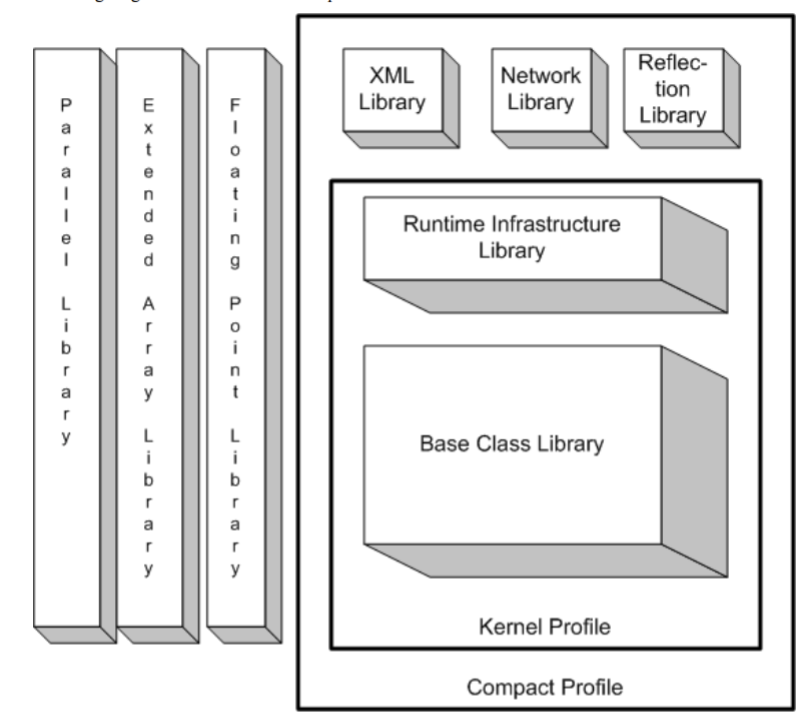
سلسله مراتب کتابخانه های استاندارد در مشخصات CLI

کتابخانهٔ کلاس پایه‌ای (به انگلیسی: Base Class Library) یک کتابخانهٔ استاندارد زبان میانی مشترک است که در اختیار همهٔ زبان‌های CLI قرار دارد. CLI همچنین شامل BCL شده‌است که خیلی از توابع متدوال از قبیل خواندن و نوشتن پرونده‌ها، پردازش‌های گرافیکی، تعامل با پایگاه داده‌ها و تغییر و دست‌کاری اسناد XML را شامل شده‌است که کار برنامه‌نویسان را ساده‌تر کرده‌است. BCL خیلی بزرگ‌تر از بیشتر کتابخانه‌های زبان‌های برنامه‌نویسی دیگر است که شامل سی++ نیز می‌شود و در وسعت و پوشش همچنین قابل مقایسه با کتابخانهٔ استاندارد جاوا است.

## فضاهای نام

### فضاهای نام استانداردسازی شده
Systemاین فضای نام هستهٔ آن چیزی که برای برنامه‌نویسی نیاز است را داراست. این فضای نام شامل نوع‌های پایه‌ای مانند String, DateTime, Boolean و به همین ترتیب و از محیط‌های از قبیل کنسول، توابع ریاضی و کلاس‌های پایه‌ای برای attributeها، exceptionها و arrayها را داراست.
System.Collectionsساختار و Collectionهایی که در برنامه‌نویسی استفاده می‌شود از قبیل Listها، Queueها، Stackها و Hashtableها، Dictionaryها را شامل است. این فضای نام همچنین از فضای نام‌ها نیز Generic نیز پشتیبانی می‌کند.
System.Diagnosticsتوانایی اشکال‌یابی برنامه‌ها را پشتیبانی می‌کند. این فضای نام شامل ثبت‌کنندهٔ رویدادها، شمارندهٔ کارایی، دنبال‌کردن و تعامل با پروسس‌های سیستم است.
System.Globalizationکمک‌هایی را برای نوشتن برنامه‌های چندزبانی فراهم می‌آورد. «اطلاعات مربوط به فرهنگ، شامل زبان، کشور/منطقه، تقویم در استفاده و الگوهای قالب تاریخ‌ها، پول و اعداد» می‌تواند تعریف شده‌باشد.
System.IO
System.Net
System.Reflection
System.Runtime
System.Security
System.Text
System.Xml
System.Diagnostics.CodeAnalysis
System.Diagnostics.Contracts
System.Diagnostics.Eventing
System.Diagnostics.PerformanceData
System.Diagnostics.SymbolStore